# 花園道

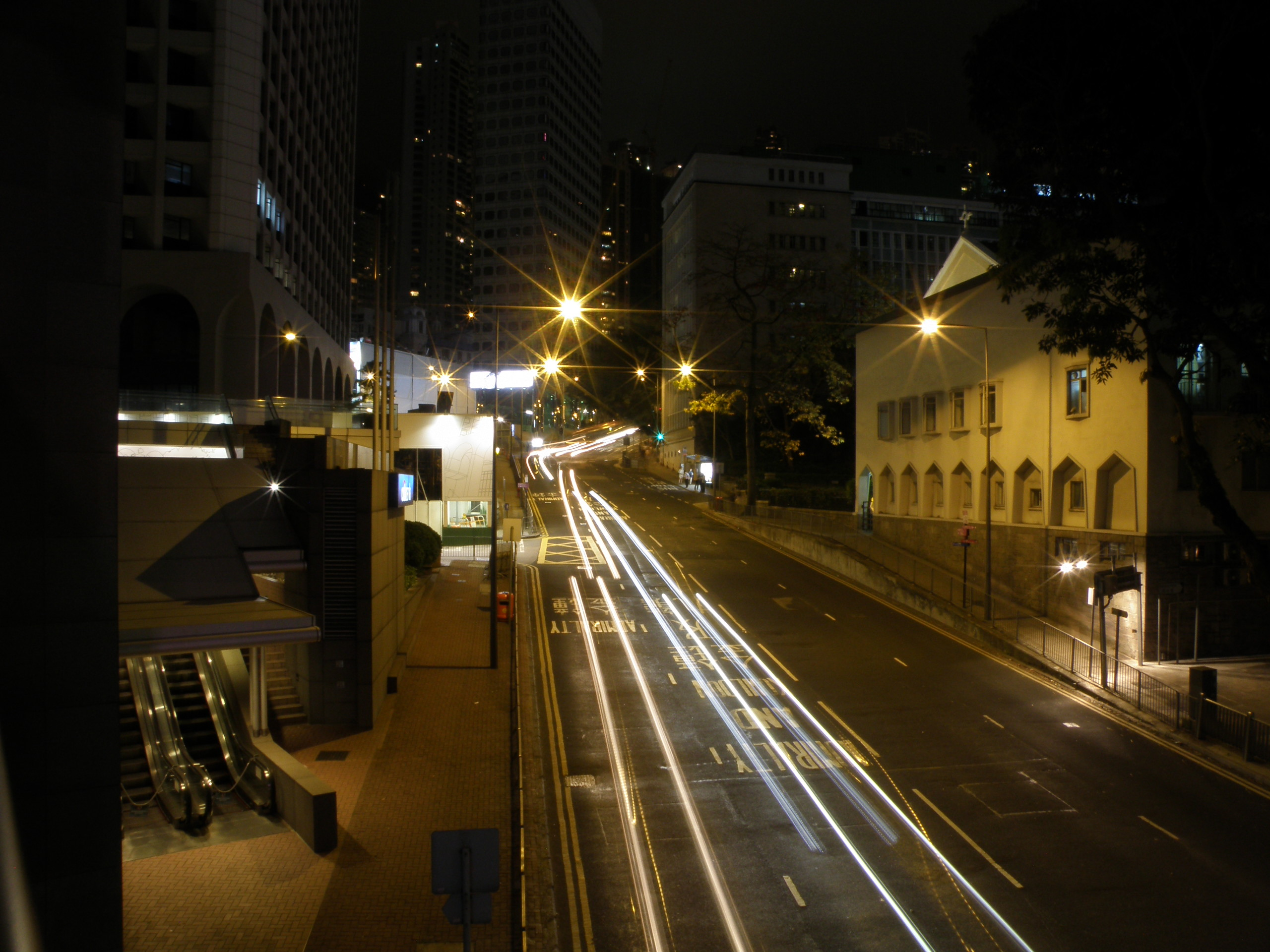
花園道夜景

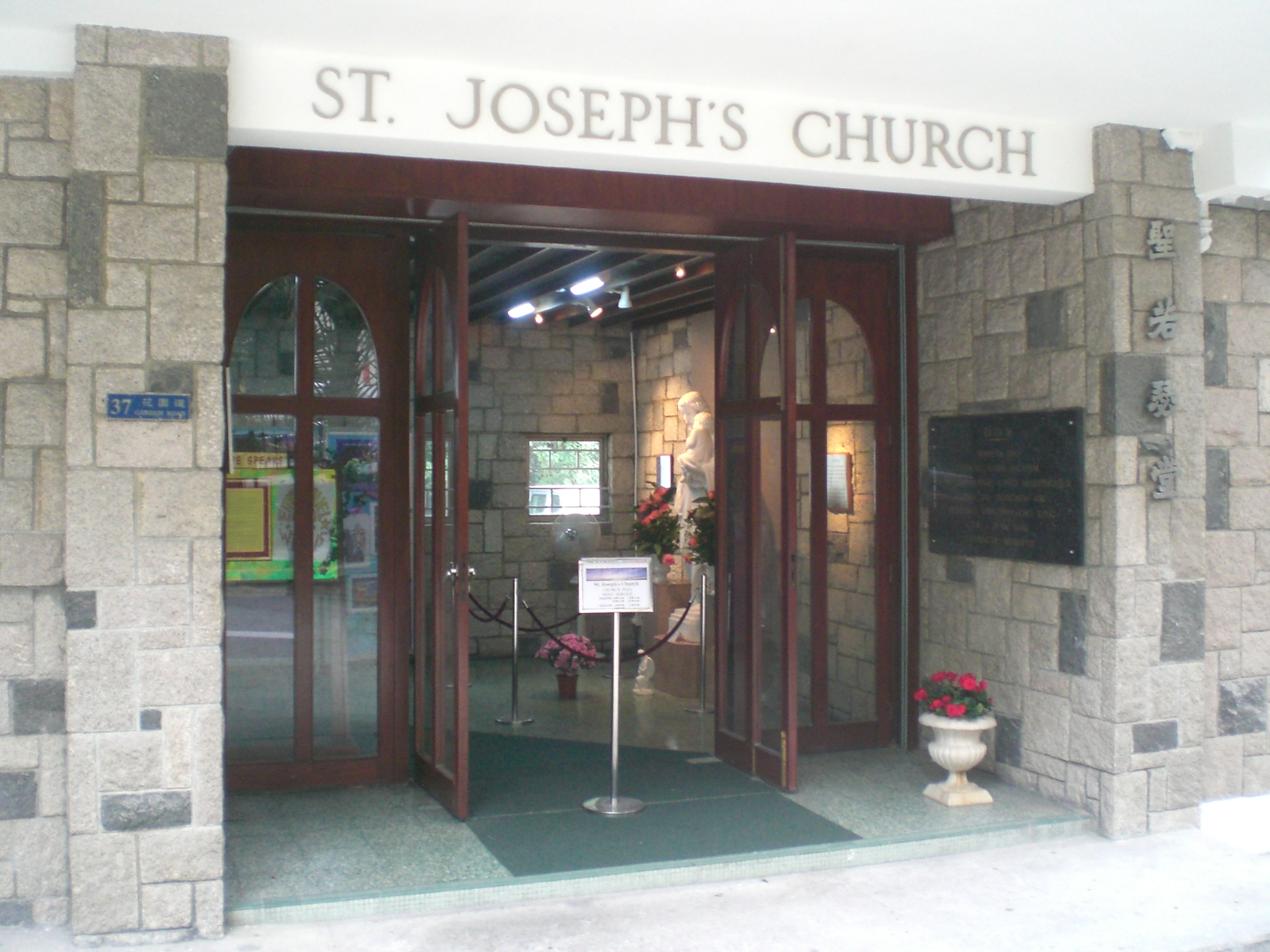
花園道37號花園道聖若瑟堂

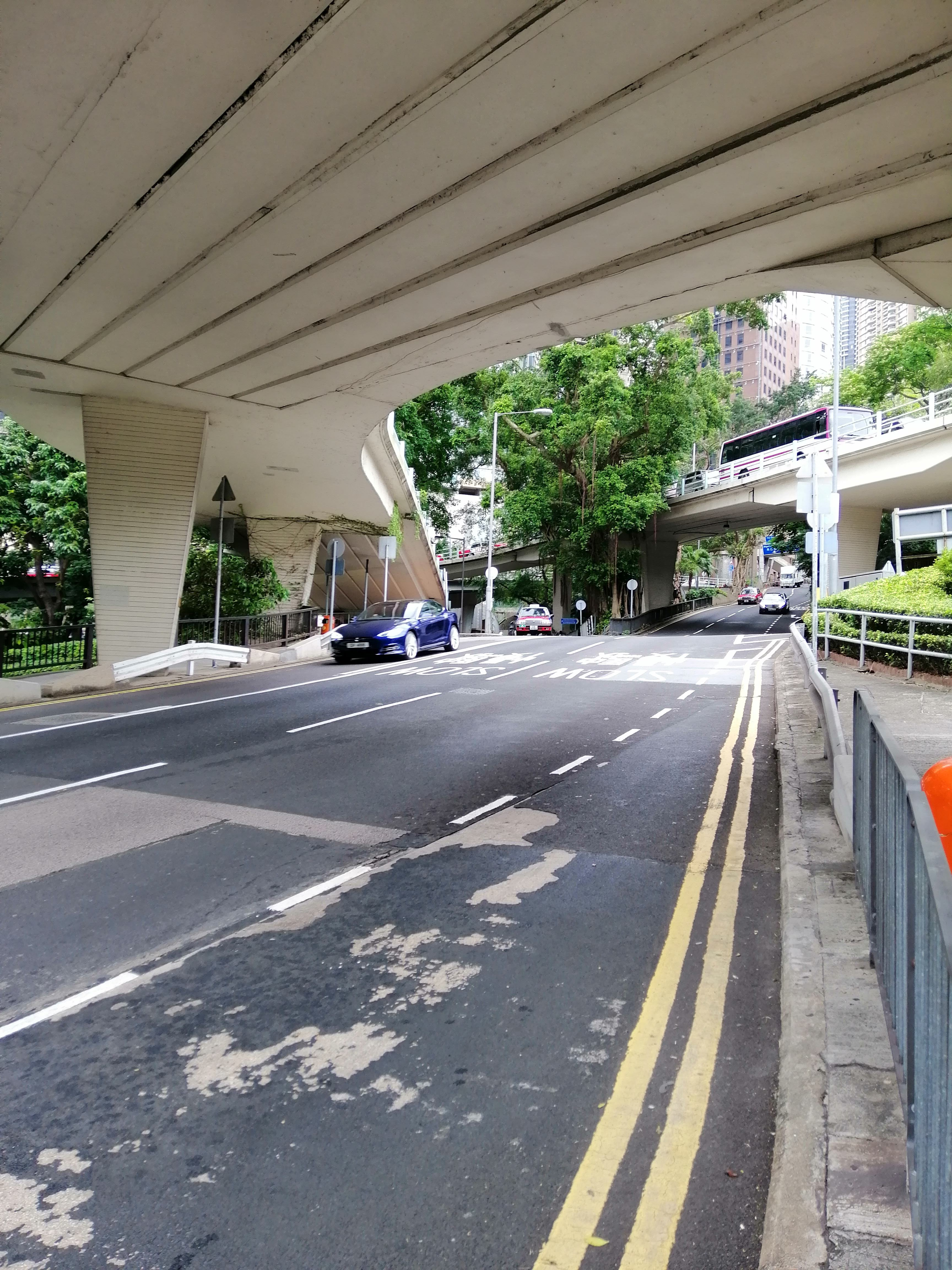
花園道落斜近香港動植物公園巴士站

花園道（英語：Garden Road）是香港中環至半山區一條主要道路，連接半山區及太平山一帶。
花園道連接多條主要道路，在花園道北面建有天橋連接金鐘道。而花園道南面一段與紅棉路匯合，並為雙程行車，其餘部分則為單程北行，主要為下斜坡路。由於安全問題，所有途經花園道的巴士，即使沒有乘客需要上落，必須在花園道與上亞厘畢道之間的巴士站停車。

## 歷史
花園道早在香港開埠初期便已興建，是當時連接半山區及太平山的唯一道路，並以當時落成不久的植物公園（時稱「兵頭花園」，今香港動植物公園）命名。
早期整條花園道皆為雙程行車，其後因交通逐漸繁忙，政府在花園道東面興建了平行的紅棉路，並把上山的交通轉移到紅棉路。部分花園道則改為下行。

## 事件
- 1967年5月22日，正值六七暴動期間，花園道發生警察與左派示威人士衝突事件。
- 2006年3月1日，一批的士司機到位於花園道美利大廈的環境運輸及工務局請願，抗議的士業發展受到客貨車威脅。參與的士圍繞美利大廈慢駛，部分司機採取激烈手段，把的士橫放花園道，造成交通混亂。
- 2008年6月29日，下午4時15分，一輛旅遊巴士落斜，疑似煞車掣失靈，造成1死32傷，需要分流往瑪麗醫院、東區尤德夫人那打素醫院和律敦治醫院治療[1]。司機涉嫌危險駕駛導致他人死亡被捕[2]。這名司機亦涉嫌駕旅遊巴行駛重逾3噸車輛不得駛入的馬己仙峽道而釀車禍。[3][4]

## 連接主要道路
- 紅棉路
- 金鐘道
- 紅棉路
- 炮台里
- 下亞厘畢道
- 紅棉路
- 上亞厘畢道
- 堅尼地道
- 馬己仙峽道
- 羅便臣道

## 沿路主要建築
- 中銀大廈
- 花園道三號
- 花園道聖若瑟堂
- 聖約翰座堂
- 聖約翰大廈
- 山頂纜車花園道站
- 美利大廈
- 香港動植物公園
- 美國駐香港總領事館
- 梅夫人婦女會主樓

## 圖片

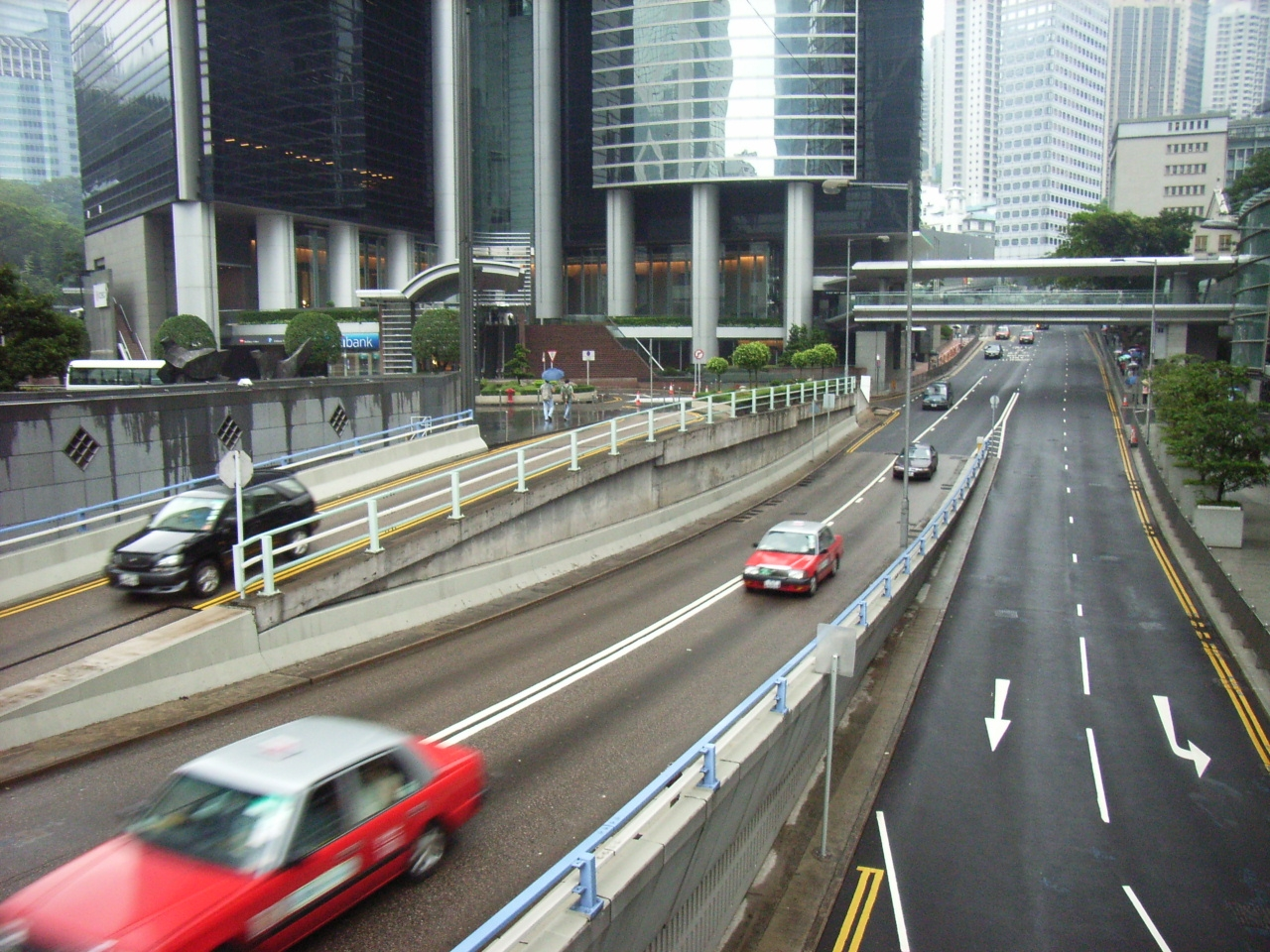
花園道行車路下斜往金鐘方向
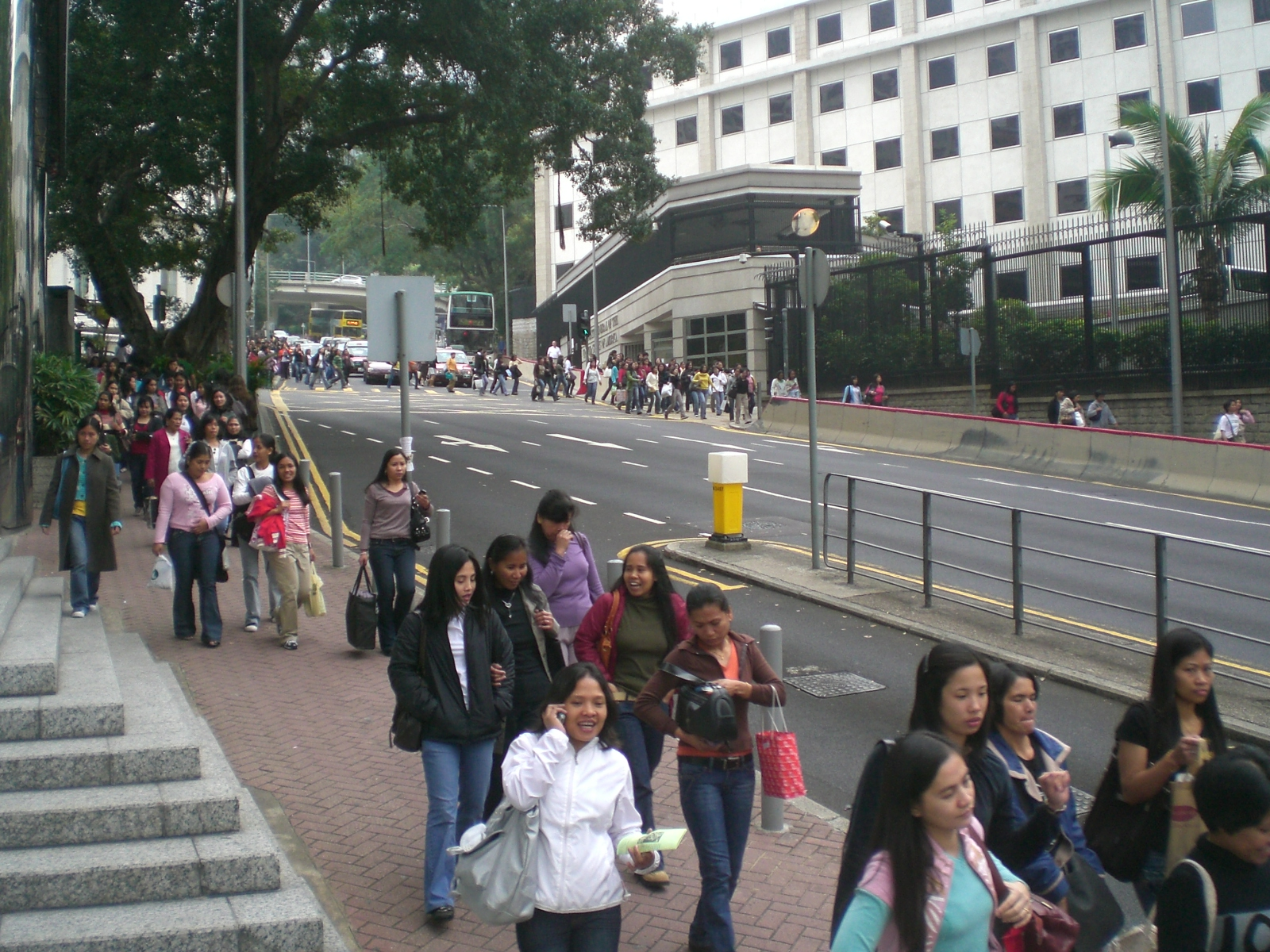
星期日崇拜日的花園道
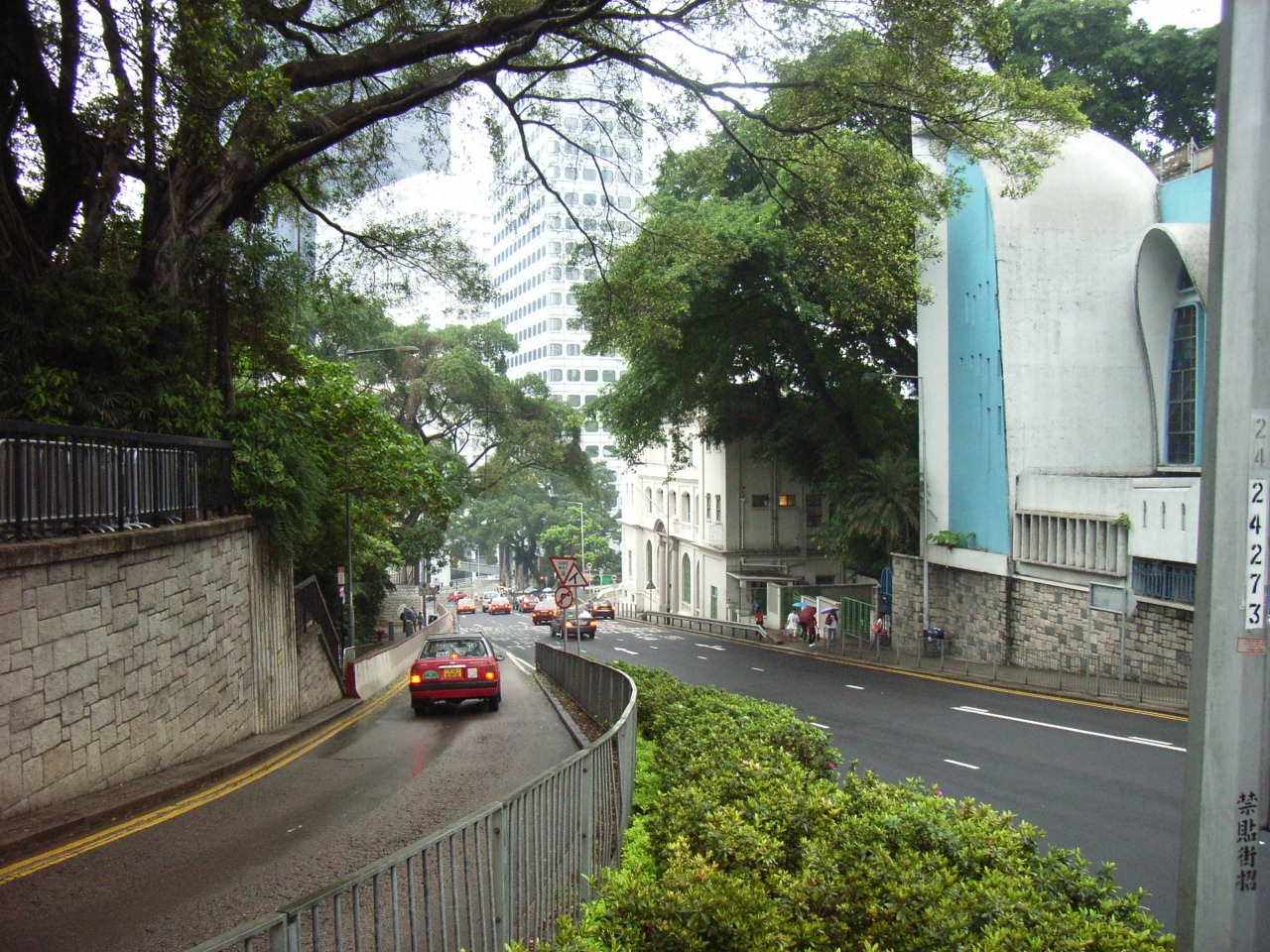
上亞厘畢道行車路下斜往花園道方向

## 外部連結
- 花園道事件 - 香港口述歷史檔案 （页面存档备份，存于）